# اشلی هینسون
اشلی الیزابت هینسون (زاده ۲۷ ژوئن 1983) یک سیاستمدار و روزنامه‌نگار آمریکایی است که به عنوان نماینده ایالات متحده برای منطقه دوم کنگره آیووا خدمت می‌کند. او از سال ۲۰۲۱ به نمایندگی از ناحیه شمال شرقی از جمله سدار رپیدز، واترلو، سدار فالز و دوبوک در مجلس خدمت کرده است.
هینسون یکی از اعضای حزب جمهوری‌خواه است. او در انتخابات ۲۰۲۰ کرسی مجلس نمایندگان ایالات متحده را به دست آورد و ابی فینکناور ، دموکرات فعلی را شکست داد. هینسون و ماریانت میلر میکس اولین زنان جمهوری‌خواه هستند که نماینده آیووا در مجلس نمایندگان هستند.